# نینجی
نینجی (به ژاپنی: 仁治 Ninji)، نام یک عصر تاریخی ژاپنی بود. این عصر بعد از انئو و قبل از کانگن قرار داشت و اوت ۱۲۴۰ تا ژانویه  ۱۲۴۳ میلادی به طول انجامید. در طی این عصر امپراتور شیجو و امپراتور گو-ساگا، امپراتور ژاپن بودند.